# Štupartská
Štupartská ulice na Starém Městě v Praze spojuje Celetnou a Týnskou ulici s Templovou ulicí. Na západní straně ústí před Týnský chrám. Na ulici jsou významné historické stavby jako Klášter minoritů, Menhartovský palác atd.

## Historie a názvy
Ulice dostala název podle císařského úředníka Petra Štuparta z Löwenthalu, který v roce 1664 koupil Dům U Štupartů (čp. 647/4), ale ten byl v roce 1911 zbořen v rámci staroměstské asanace.

## Budovy, firmy a instituce
- Dům U Hřebene - Štupartská 2
- Klášter minoritů - Štupartská 6, založen 1232
- Dům U Zlatého jelena - Štupartská 6 a Celetná 11[2][3]
- restaurace Pivnice Štupartská - Štupartská 9[4]
- Menhartovský palác - Štupartská 12
- restaurace VinoDiVino - Štupartská 18[5]